# Kürnach (gmina)
Kürnach – miejscowość i gmina w Niemczech, w kraju związkowym Bawaria, w rejencji Dolna Frankonia, w regionie Würzburg, w powiecie Würzburg. Leży około 10 km na północny wschód od Würzburga, przy autostradzie A7.

## Demografia
| Rok  | Liczba mieszk. |
| ---- | -------------- |
| 1970 | 1 754          |
| 1987 | 2 849          |
| 2000 | 3 991          |

## Współpraca
Miejscowości partnerskie:
- Aljezur, Portugalia
- Brejo Alegre, Brazylia

## Oświata
(na 1999)

W gminie znajduje się 200 miejsc przedszkolnych (z 191 dziećmi) oraz szkoła podstawowa (12 nauczycieli, 231 uczniów).